# 高山亮
髙山 亮（たかやま りょう、1967年3月24日 - ）は、日本の実業家。株式会社東京楽天地執行役員、元取締役。

## 人物・経歴
1967年神奈川県生まれ。1989年3月千葉商科大学商経学部卒業。同年4月株式会社東京楽天地入社。2011年4月総務部長、2015年4月取締役、2018年4月取締役総務人事部長、2021年4月執行役員総務人事担当就任。